# Braunau (Bad Wildungen)

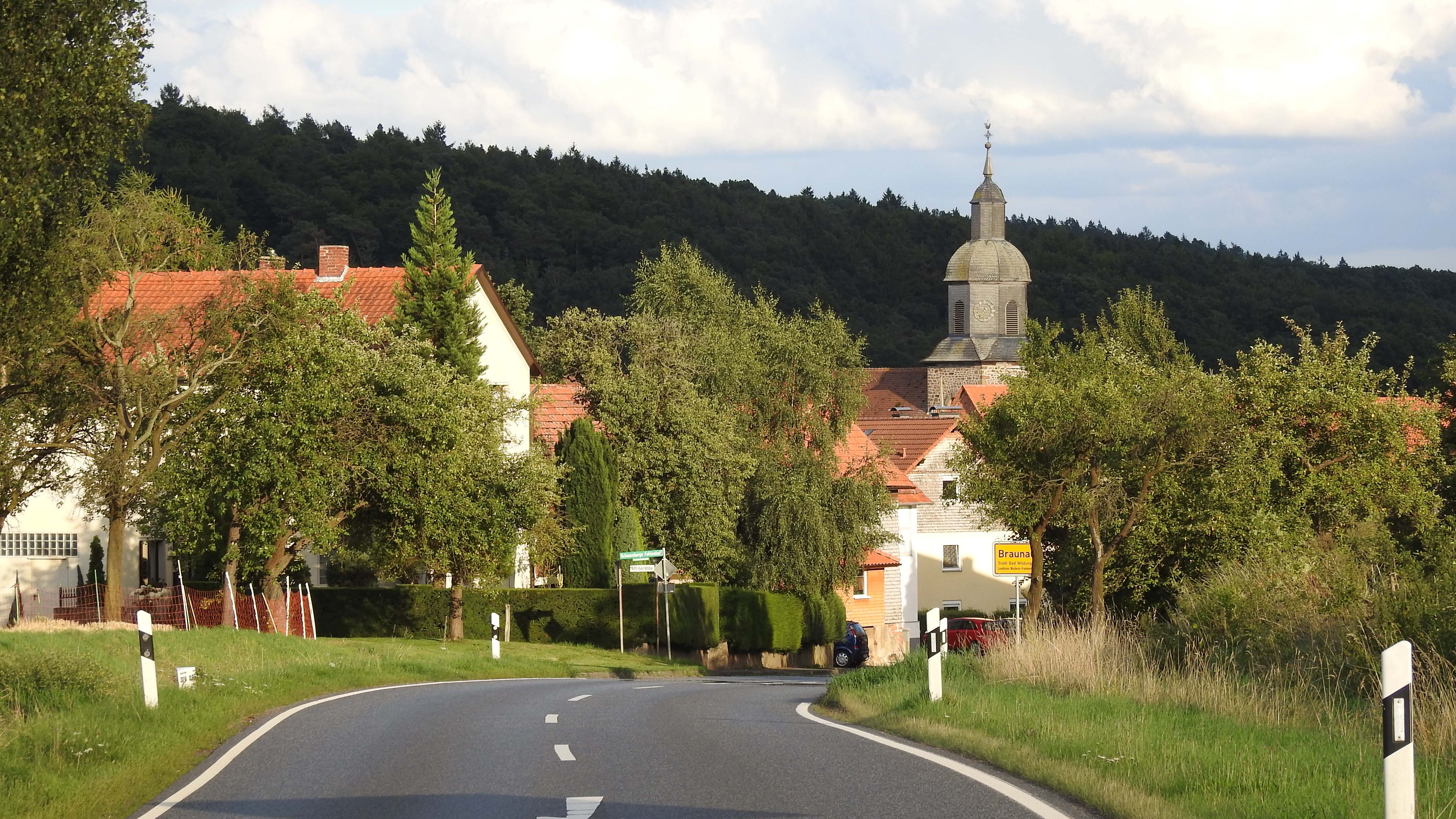
Braunau von Norden

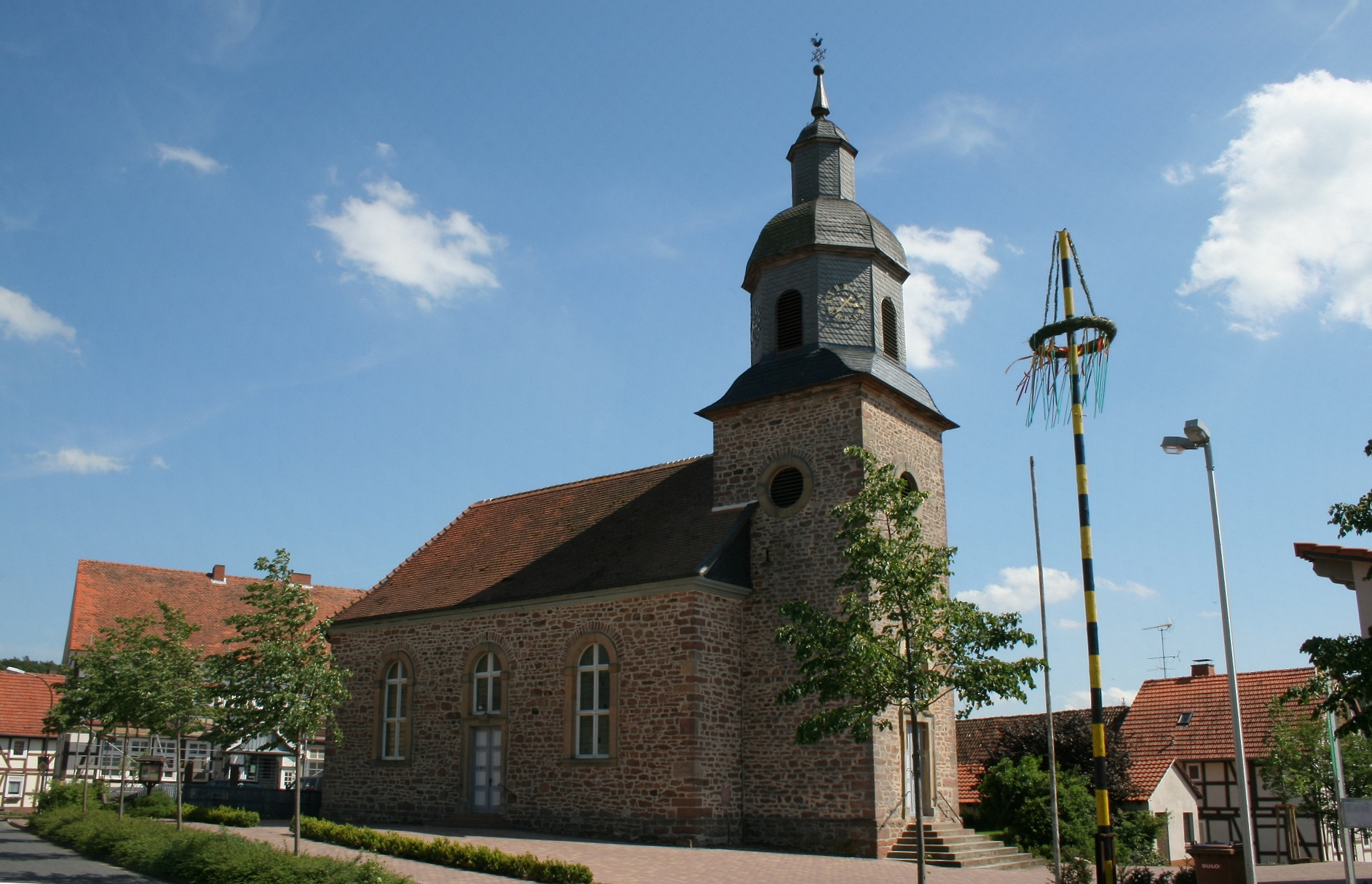
Evangelische Kirche

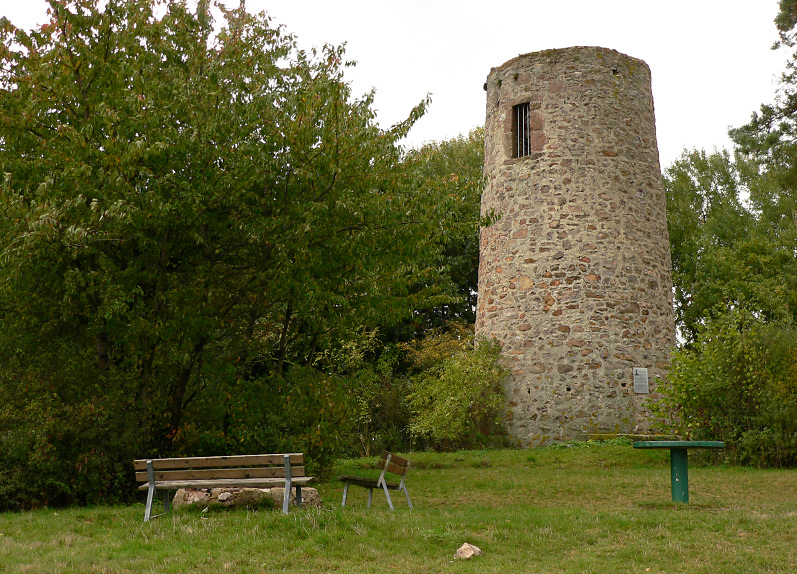
Braunauer Warte

Braunau ist ein im Kellerwald liegender Stadtteil von Bad Wildungen im nordhessischen Landkreis Waldeck-Frankenberg. Zu Braunau gehören die Ortsteile Gershäuser Hof und Rödernhof. Braunau ist mit 14 km² der flächengrößte Stadtteil von Bad Wildungen.

## Geschichte

### Urgeschichte und Ersterwähnung
Die älteste überlieferten urkundlichen Erwähnungen des vom Wälzebach umflossenen „Walddorfes“ Braunau stammen aus den Jahren 1261 und 1290; damals hieß der Ort „Brunowe“. Es wird jedoch davon ausgegangen, dass bereits zur Steinzeit eine Besiedlung in der Gemarkung des heutigen Braunau stattgefunden hat: Lesefunde und Steinkistengrab.

### Zeittafel
- 1261 Bei einer Schenkung an das Kloster Haina wird als Zeuge Werner von Braunau genannt
- 1290 In einem Schenkungsvertrag an das Kloster Netze erscheint als Zeuge Ludwig Maz von Braunau
- 1403 Papst Bonifatius IX. bestätigt der Johanniter-Kommende Wildungen Besitz und Patronat der Pfarrkirche zu Braunau
- 1719 Braunau hat 210 Einwohner
- 1728 Bau der Kirche, vermutlich an Stelle einer Vorgängerkirche
- 1777 Bau des Schulgebäudes

### Hessische Gebietsreform (1970–1977)
Im Zuge der Gebietsreform in Hessen wurde die bis dahin selbständige Gemeinde Braunau am 1. Oktober 1971 auf freiwilliger Basis in die Stadt Bad Wildungen eingemeindet.
Für Braunau wie für alle im Zuge der Gebietsreform nach Bad Wildungen eingegliederten Gemeinden wurden Ortsbezirke mit Ortsbeirat und Ortsvorsteher nach der Hessischen Gemeindeordnung gebildet.

### Verwaltungsgeschichte im Überblick
Die folgende Liste zeigt die Staaten und Verwaltungseinheiten, denen Braunau angehörte:
- vor 1712: Heiliges Römisches Reich, Grafschaft Waldeck, Amt Wildungen
- ab 1712: Heiliges Römisches Reich, Fürstentum Waldeck, Amt Wildungen
- ab 1807: Fürstentum Waldeck, Amt Wildungen
- ab 1815: Fürstentum Waldeck, Oberamt der Eder
- ab 1816: Fürstentum Waldeck, Oberjustizamt der Eder
- ab 1850: Fürstentum Waldeck-Pyrmont (seit 1849), Kreis der Eder[Anm. 1]
- ab 1867: Fürstentum Waldeck-Pyrmont (Akzessionsvertrag mit Preußen), Kreis der Eder
- ab 1871: Deutsches Reich, Fürstentum Waldeck-Pyrmont, Kreis der Eder
- ab 1919: Deutsches Reich, Freistaat Waldeck-Pyrmont, Kreis der Eder
- ab 1929: Deutsches Reich, Freistaat Preußen, Provinz Hessen-Nassau, Regierungsbezirk Kassel, Kreis der Eder
- ab 1942: Deutsches Reich, Freistaat Preußen, Provinz Hessen-Nassau, Regierungsbezirk Kassel, Landkreis Waldeck
- ab 1944: Deutsches Reich, Freistaat Preußen, Provinz Kurhessen, Regierungsbezirk Kassel, Landkreis Waldeck
- ab 1945: Deutsches Reich, Amerikanische Besatzungszone, Groß-Hessen, Regierungsbezirk Kassel, Landkreis Waldeck
- ab 1946: Deutsches Reich, Amerikanische Besatzungszone, Hessen, Regierungsbezirk Kassel, Landkreis Waldeck
- ab 1949: Bundesrepublik Deutschland, Hessen, Regierungsbezirk Kassel, Landkreis Waldeck
- ab 1971: Bundesrepublik Deutschland, Hessen, Regierungsbezirk Kassel, Landkreis Waldeck, Stadt Bad Wildungen
- ab 1974: Bundesrepublik Deutschland, Hessen, Regierungsbezirk Kassel, Landkreis Waldeck-Frankenberg, Stadt Bad Wildungen

## Bevölkerung

### Einwohnerstruktur 2011
Nach den Erhebungen des Zensus 2011 lebten am Stichtag dem 9. Mai 2011 in Braunau 642 Einwohner. Darunter waren 12 (1,9 %) Ausländer.
Nach dem Lebensalter waren 138 Einwohner unter 18 Jahren, 252 waren zwischen 18 und 49, 156 zwischen 50 und 64 und 96 Einwohner waren älter.
Die Einwohner lebten in 282 Haushalten. Davon waren 90 Singlehaushalte, 75 Paare ohne Kinder und 90 Paare mit Kindern, sowie 24 Alleinerziehende und 6 Wohngemeinschaften. In 48 Haushalten lebten ausschließlich Senioren und in 201 Haushaltungen leben keine Senioren.

### Einwohnerentwicklung
| Quelle: Historisches Ortslexikon |                          |
| • 1620:                          | 59 Häuser                |
| • 1650:                          | 30 Häuser                |
| • 1738:                          | 46 Häuser                |
| • 1770:                          | 66 Häuser, 347 Einwohner |

| Braunau: Einwohnerzahlen von 1770 bis 2020 | Braunau: Einwohnerzahlen von 1770 bis 2020 | Braunau: Einwohnerzahlen von 1770 bis 2020 | Braunau: Einwohnerzahlen von 1770 bis 2020 | Braunau: Einwohnerzahlen von 1770 bis 2020 |
| --- | ------------------------------------------ | ------------------------------------------ | ------------------------------------------ | ------------------------------------------ |
| Jahr |                                            |                                            |                                            | Einwohner                                  |
| 1770 | 1770                                       |                                            | 347                                        | 347                                        |
| 1800 | 1800                                       |                                            | ?                                          | ?                                          |
| 1834 | 1834                                       |                                            | 501                                        | 501                                        |
| 1840 | 1840                                       |                                            | 500                                        | 500                                        |
| 1846 | 1846                                       |                                            | 510                                        | 510                                        |
| 1852 | 1852                                       |                                            | 540                                        | 540                                        |
| 1858 | 1858                                       |                                            | 525                                        | 525                                        |
| 1864 | 1864                                       |                                            | 524                                        | 524                                        |
| 1871 | 1871                                       |                                            | 485                                        | 485                                        |
| 1875 | 1875                                       |                                            | 422                                        | 422                                        |
| 1885 | 1885                                       |                                            | 465                                        | 465                                        |
| 1895 | 1895                                       |                                            | 453                                        | 453                                        |
| 1905 | 1905                                       |                                            | 410                                        | 410                                        |
| 1910 | 1910                                       |                                            | 433                                        | 433                                        |
| 1925 | 1925                                       |                                            | 459                                        | 459                                        |
| 1939 | 1939                                       |                                            | 430                                        | 430                                        |
| 1946 | 1946                                       |                                            | 642                                        | 642                                        |
| 1950 | 1950                                       |                                            | 616                                        | 616                                        |
| 1956 | 1956                                       |                                            | 546                                        | 546                                        |
| 1961 | 1961                                       |                                            | 557                                        | 557                                        |
| 1967 | 1967                                       |                                            | 553                                        | 553                                        |
| 1980 | 1980                                       |                                            | ?                                          | ?                                          |
| 1990 | 1990                                       |                                            | ?                                          | ?                                          |
| 2000 | 2000                                       |                                            | ?                                          | ?                                          |
| 2011 | 2011                                       |                                            | 642                                        | 642                                        |
| 2015 | 2015                                       |                                            | 662                                        | 662                                        |
| 2020 | 2020                                       |                                            | 670                                        | 670                                        |
| Datenquelle: Historisches Gemeindeverzeichnis für Hessen: Die Bevölkerung der Gemeinden 1834 bis 1967. Wiesbaden: Hessisches Statistisches Landesamt, 1968. Weitere Quellen: bis 1967; Stadt Bad Wildungen; Zensus 2011 |                                            |                                            |                                            |                                            |

### Historische Religionszugehörigkeit
| • 1885: | 450 evangelische (= 69,34 %), drei katholische (= 0,66 %) Einwohner |
| • 1961: | 509 evangelische (= 91,38 %), 43 katholische (= 7,72 %) Einwohner   |

## Sehenswürdigkeiten
Zu den Sehenswürdigkeiten in Braunau zählt vor allem die in 1728 durch den Arolser Hofbaumeister Julius Ludwig Rothweil erbaute Kirche, ein barocker Saalbau mit Empore und mit einem überregional bekannten, spätgotischen zweiflügeligen Schnitzaltar von 1523 aus der Werkstatt des Franziskaner-Klosters Meitersdorf. Der Altar steht seit dem Dreißigjährigen Krieg in der Braunauer Kirche, war vermutlich nicht für die Braunauer Kirche bestimmt und gelangte in den Wirren des Krieges über Odershausen nach Braunau. Wie ge nau er dorthin gelangte, ist bislang ungeklärt.
Der Altar zeigt im Mittelteil die Kreuzigung Jesu in einer bewegten Massenszene. Der linke Seitenflügel zeigt Szenen aus dem Leben Maria Magdalenas: Die Fußwaschung (oben) und die Begegnung mit auferstandenen Christus am Ostermorgen (unten). Der rechte Seitenflügel ist Johannes dem Täufer gewidmet. Er zeigt die Taufe Jesu (oben) und die Hinrichtung des Täufers (unten).
Die Braunauer Warte (früherer Name: Bubenhäuser Warte) ist ein in der Gemarkung erhaltener 9,8 Meter hoher Wartturm, der auf einer Anhöhe 379 Meter über NN steht. Er wurde um 1350 aus Bruchsteinen errichtet. Gemeinsam mit anderen Türmen gehörte er zum mittelalterlichen Landwehrsystem von Wildungen. Die Türme waren Aussichtspunkte, von denen aus die Turmbesatzungen feindliche Truppen oder auch Räuberbanden bemerken und die Stadtbewohner durch Rauchzeichen verständigen konnten. Bis 2006 war der Turm mit Geröll ausgefüllt und daher nicht besteigbar. Als Beitrag zur Landesgartenschau-Ausstellung in Bad Wildungen wurde das Innere freigelegt und eine Wendeltreppe installiert. Von der 8,8 Meter hohen Aussichtsplattform bietet sich ein Ausblick auf den Kellerwald, die Burg Waldeck und den Dörnberg.
Etwa 1,5 km östlich von Braunau bzw. 800 m südöstlich der Braunauer Warte steht an einer fünfarmigen Wegkreuzung wenige Meter innerhalb des westlichen Waldrands die markante Schnitzer-Eiche (Naturdenkmal), benannt nach dem dort 1835 von Wilddieben umgebrachten Forstläufer Jakob Schnitzer.